# 준형
준형(본명: 이준형, 1988년 1월 23일 ~ )은 대한민국의 가수이다. 지환과 함께 남성 2인조 음악 그룹 투빅(2BiC)의 멤버로 활동하고 있으며 소속사는 넥스타 엔터테인먼트이다.
2012년 앨범 《또 한 여잘 울렸어》로 데뷔했다. 2013년 드라마 굿 닥터 OST 《사랑하고 있습니다》를 불렀다.

## 출신 학교
- 추계예술대학교 실용음악과

## 앨범
- 또 한 여잘 울렸어
- 조영수 all star - 투빅 & 다비치
- 나이기를
- HU+MAN
- 24시간 후
- 다 잊었니
- 정규 1집 Black To Black
- 회복이 급해
- 굿 닥터 OST PART 2
- CS NUMBERS special